# Desmopachria nitidissima
Desmopachria nitidissima är en skalbaggsart som beskrevs av Zimmermann 1928. Desmopachria nitidissima ingår i släktet Desmopachria och familjen dykare. Inga underarter finns listade i Catalogue of Life.